# Kazimierz
A Kazimierz krakkói városrész, amely a vártól, a Waweltől délkeletre fekszik. A második világháborúig nagy számban zsidók lakták.

## Története

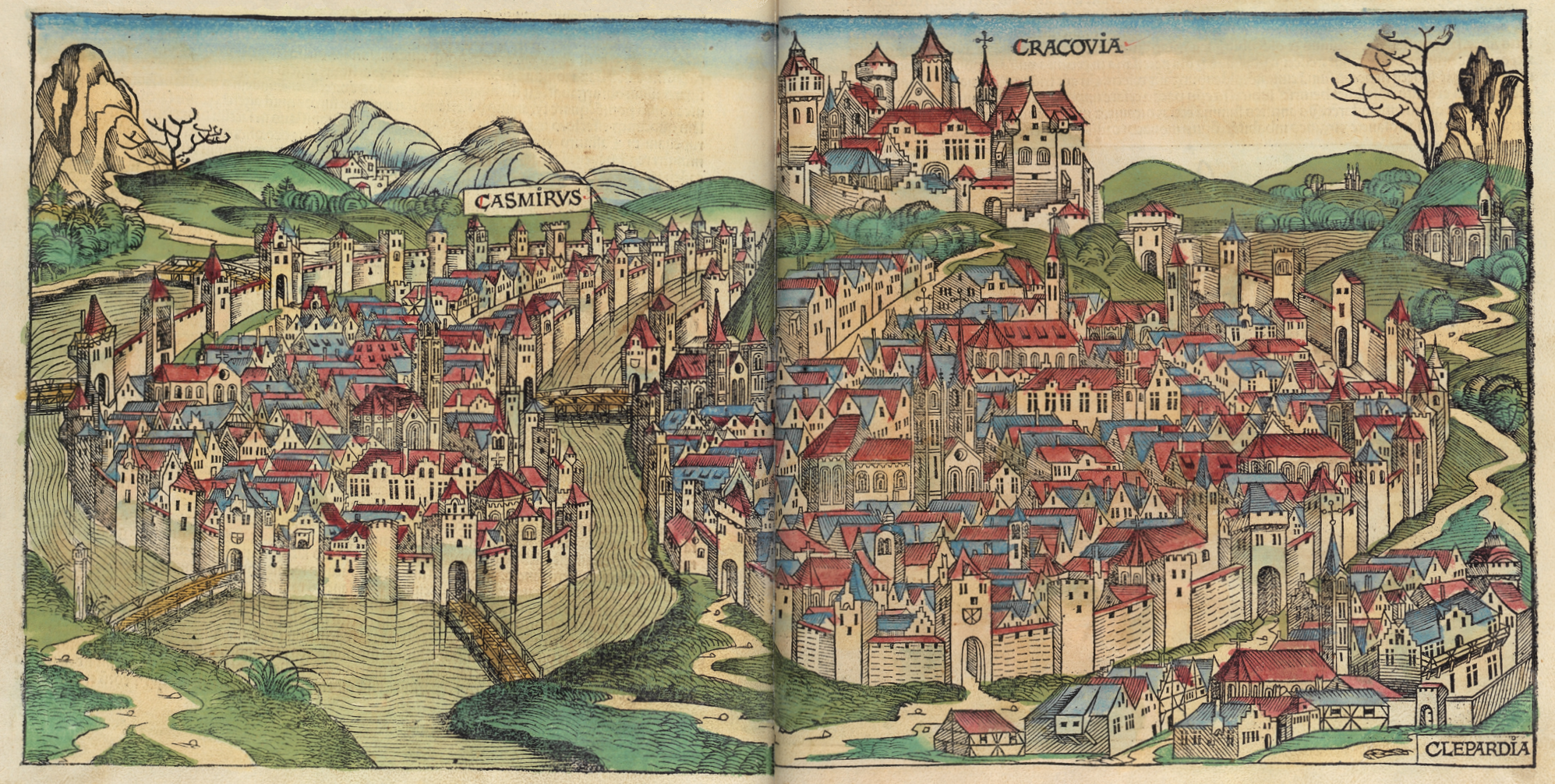
Fametszet 1493-ból az egykori Kazimierzről és Krakkóról

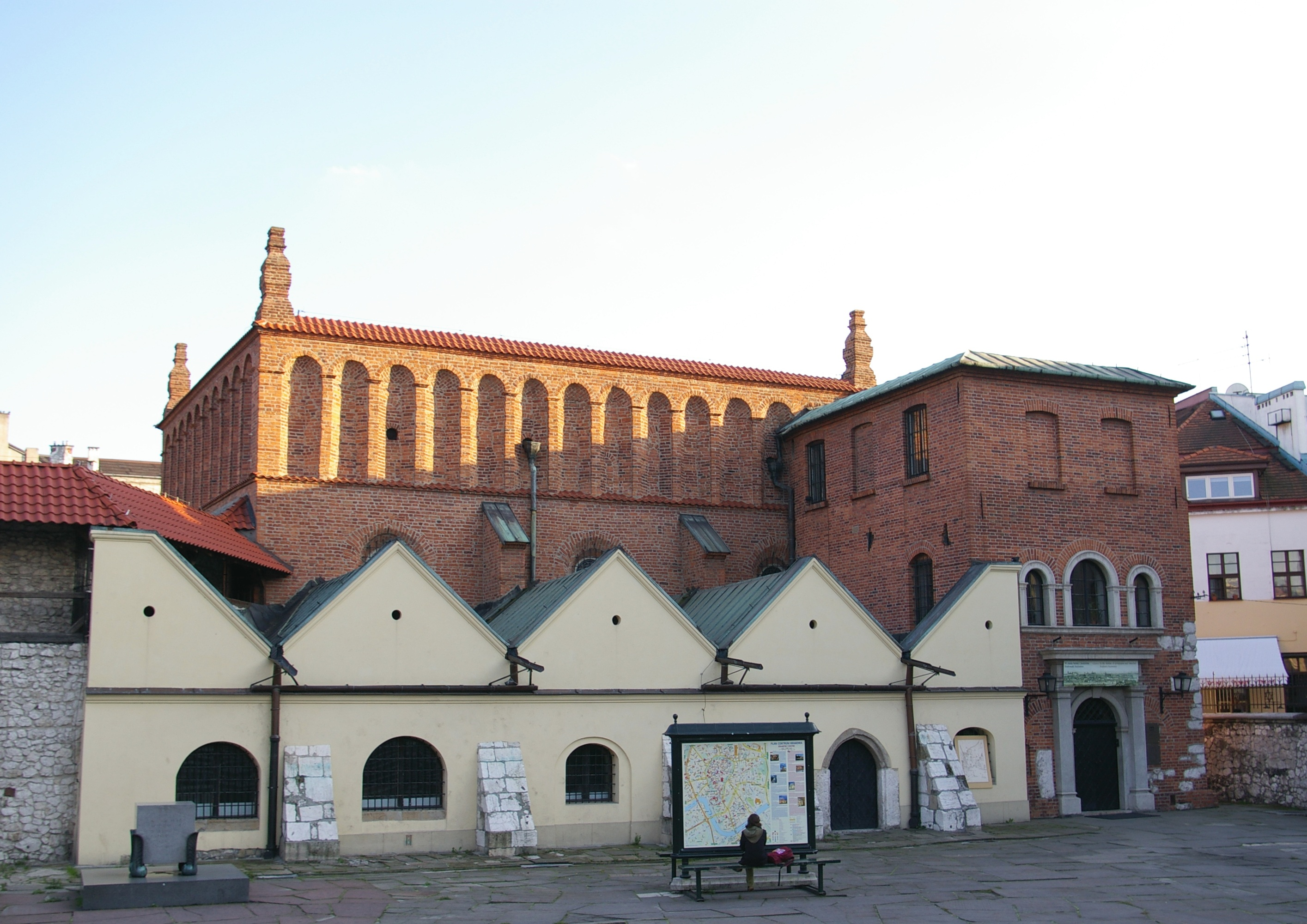
Az erődszerű Régi-zsinagóga

A települést Nagy Kázmér lengyel király alapította 1335-ben egy visztulai szigeten, az ő nevét viseli ma is a kerület. Kazimierz hosszú ideig önálló volt, területét fal vette körül és számos előjoggal bírt, saját városháza és piactere volt. Nagy Kázmér komoly szerepet szánt a településnek, itt akarta elhelyezni a többi között a Jagelló Egyetemet is. A rendszeres áradások miatt azonban feladta nagyra törő fejlesztési terveit.
A 15. század utolsó évtizedében számos atrocitás érte Krakkó zsidó lakosságát; közülük sokan a közeli Kazimierzbe költöztek, ahol zsinagógát építettek. 1494-ben Krakkóban tűzvész pusztított, amelyért a város keresztény lakossága az izraelita vallásúakat tette felelőssé. Kisebb-nagyobb pogromok követték egymást, valamint megtiltották számukra a város falain belüli letelepedést. Egy évvel később János Albert király a keresztény támadások miatt Kazimierzbe telepítette a zsidó lakosságot.
A település ettől kezdve sok iparosnak, kereskedőnek, mesternek és művésznek adott otthont. A zsidók nagyjából Kazimierz területének egyötödét lakták, de a lakosok nagyjából felét tették ki. Az évszázadok során ez a településrész lett a lengyel zsidóság szellemi és kulturális központja, ahol több híres hittudós tevékenykedett.
Kazimierz fejlődése a 17. században tört meg, amikor a királyi udvar Varsóba költözött, így a mesterek, művészek elvesztették a jövedelmező megrendeléseket. A svédekkel vívott háborúk során a várost a szemben álló felek egyaránt kifosztották, a polgárokat megsarcolták. A lengyel állam összeomlása után a település osztrák uralom alá került, és Krakkó egyik érdektelen elővárosává vált.
Kazimierz a 18. század végén, miután az osztrák hatóságok a falak lerombolására adtak utasítást, elveszítette önállóságát, és 1791-ben a folyamatosan növekvő Krakkó részévé vált. A zsidó lakosság ekkor engedélyt kapott arra, hogy Krakkó bármely pontján letelepedjen, és a módosabbak el is költöztek a túlzsúfolt Kazimierzből a városközpontba. A területen elsősorban a szegényebb és az ultrakonzervatív zsidók maradtak. A 19. században a várnegyed és a kerület közötti Visztula-ágat feltöltötték.
1941-ben, Lengyelország náci megszállása után a németek a Kazimierztől délre, a Visztula másik partján fekvő Podgórze kerületben alakították ki a gettót. Itt működött Oskar Schindler híres, Press- und Emaillierwerk nevű gyára, amely először pusztán a zsidó munkaerőt használta ki, később azonban sokuk menedékévé vált, és lehetővé tette, hogy túléljék a második világháborút. Krakkóban 68 ezer zsidó élt a német bevonuláskor, közülük mindössze néhány száz élte túl a második világháborút. Túlnyomó többségüket a közeli megsemmisítő táborokban, köztük Auschwitzban pusztították el.

## Jelene

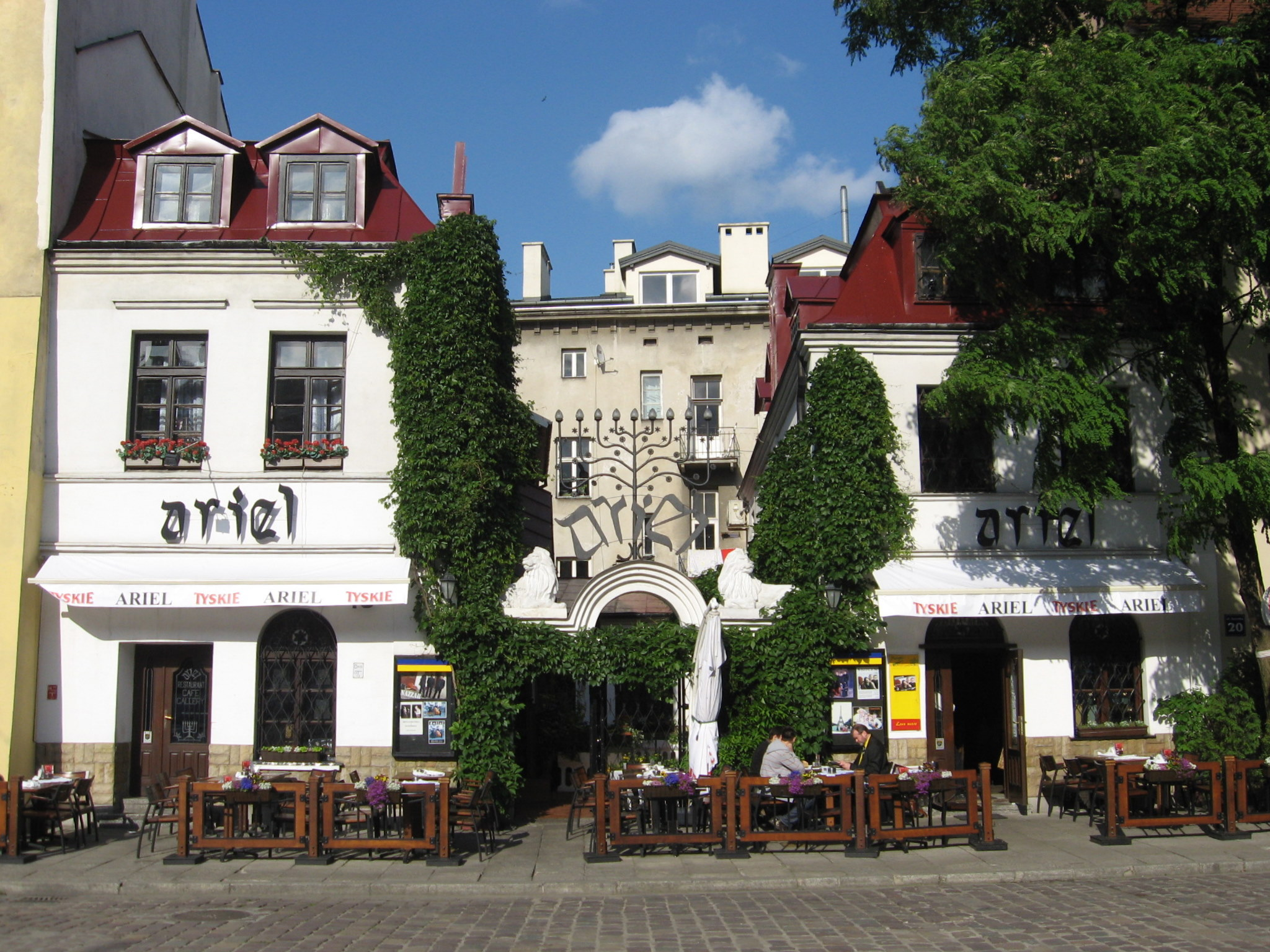
Az Ariel zsidó étterem a Szeroka utcában

A kerület épületei és közművei súlyosan megrongálódtak a háborúban, de Kazimierz még ma is őrzi egykori településszerkezetét, a németek ugyanis itt akarták berendezni az "eltűnt faj múzeumát". A múltból számos műemlék épület megmaradt, elsősorban szépen restaurált vallási intézmények - katolikus templomok és zsinagógák - találhatók benne. Több múzeum is üzemel a kerületben: a Piactéren álló Városháza épülete a néprajzi gyűjteménynek ad otthont, míg a régi villamosremízben műszaki kiállítás várja a látogatókat. A lengyelországi zsidó örökségnek pedig a galíciai zsidó múzeum állít emléket.
Kazimierz a második világháború alatt elvesztette zsidó lakosságát. A városrész hosszú éveken át pusztult, számos épülete lakhatatlanná vált, sok ma is romos. A kerületet inkább tartották veszélyesnek, mint érdekesnek. Egykori hangulatát az utóbbi két évtizedben kezdett felújításokkal próbálják "visszaidézni". Az utóbbi időben több épületet renováltak, sok étterem, különleges hangulatú kávézó és söröző, valamint könyvesbolt és galéria működik a negyedben. Ebben a kerületben található a Zsidó Kulturális Központ is.
Kazimierz kiemelkedő eseménye az 1988 óta évente, júniusban vagy júliusban megrendezendő Zsidó Kulturális Fesztivál, amely egy héten át, szombattól vasárnapig tart. Az esemény célja - a résztvevők szórakozásán túl - a zsidó kultúra, hagyomány terjesztése.
Steven Spielberg a Kazimierzben forgatta Schindler listája című filmjének számos jelenetét 1993-ban, habár a gettó és a Press- und Emaillierwerk a városrésztől délre feküdt, illetve működött.

## Építészeti emlékek
1. A Piactér és a Városháza

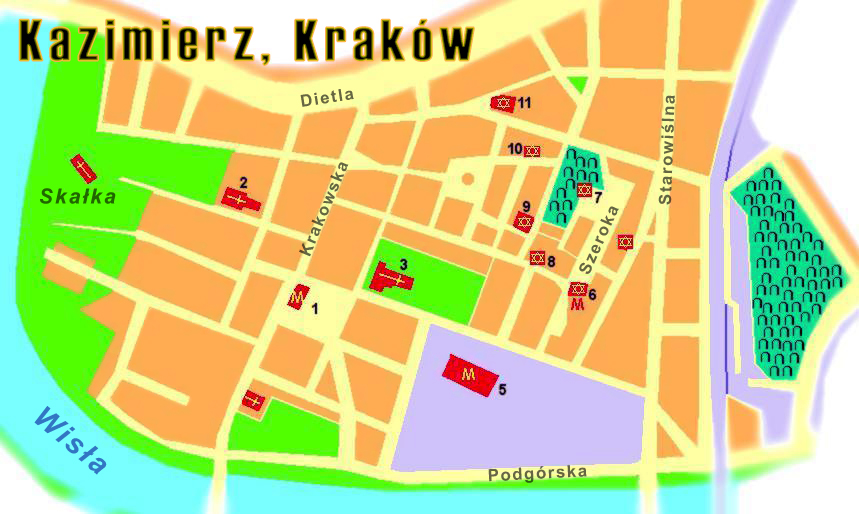
Kazimierz térképe

2. Szent Katalin-templom (Kościoł św. Katarżyny)

3. Krisztus teste-templom (Kościoł Bożego Ciała)

4. Skałka-templom (Kościół św. Michała)

5. Városi Műszaki Múzeum

6. Régi-zsinagóga (Synagoga Stara)

7. Remuh-zsinagóga (Synagoga Remuh)

8. Magas-zsinagóga (Synagoga Wysoka)

9. Izsák-zsinagóga (Synagoga Izaaka Jakubowicza)

10. Kupa-Zsinagóga (Synagoga Kupa)

11. Tempel-zsinagóga (Synagoga Tempel) 

12. Régi zsidó temető